# Hydroporus erythrocephalus
Hydroporus erythrocephalus là một loài bọ nước bản địa của miền Cổ bắc (bao gồm châu Âu) và Cận Đông.

## Hình ảnh

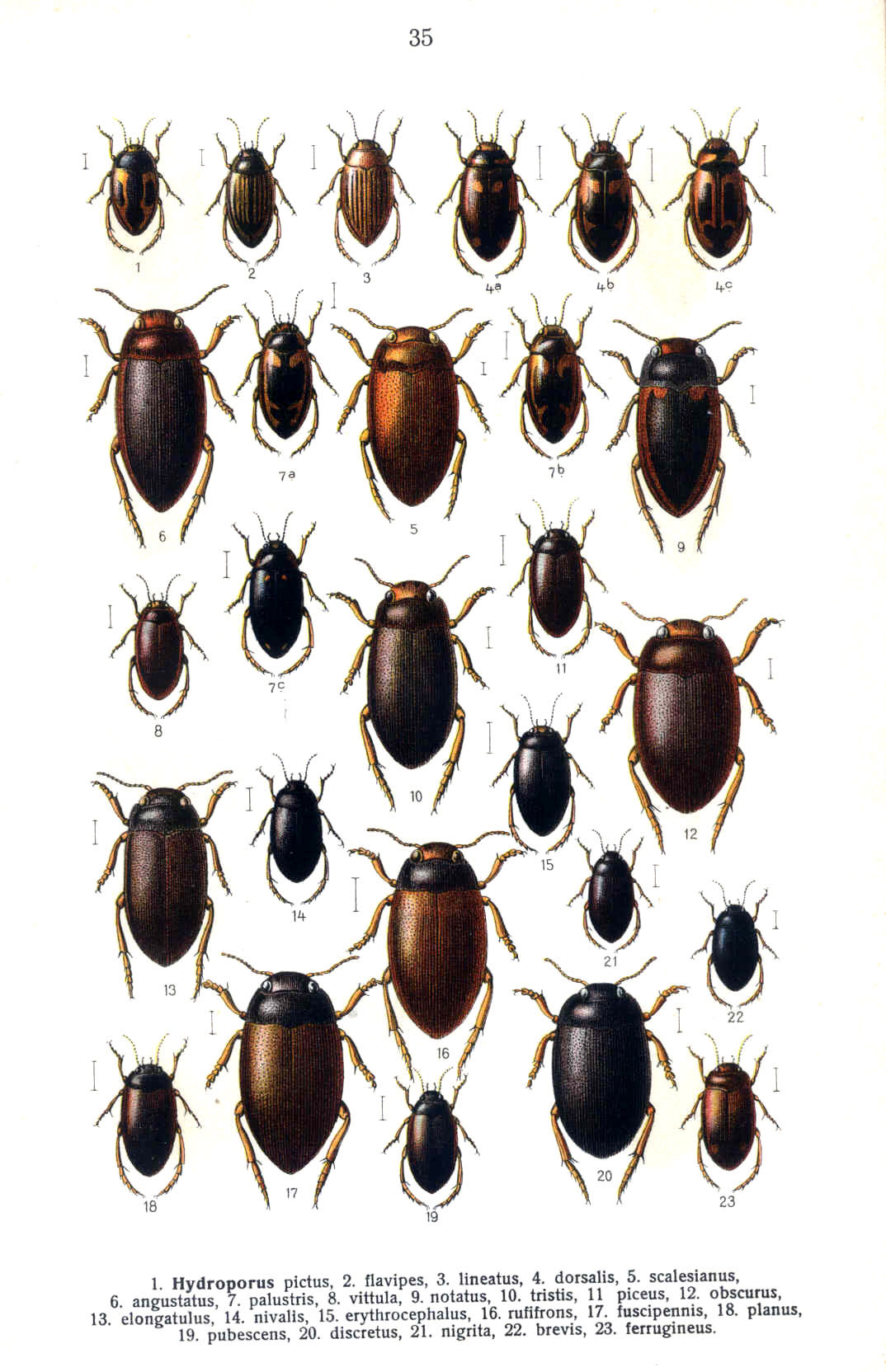
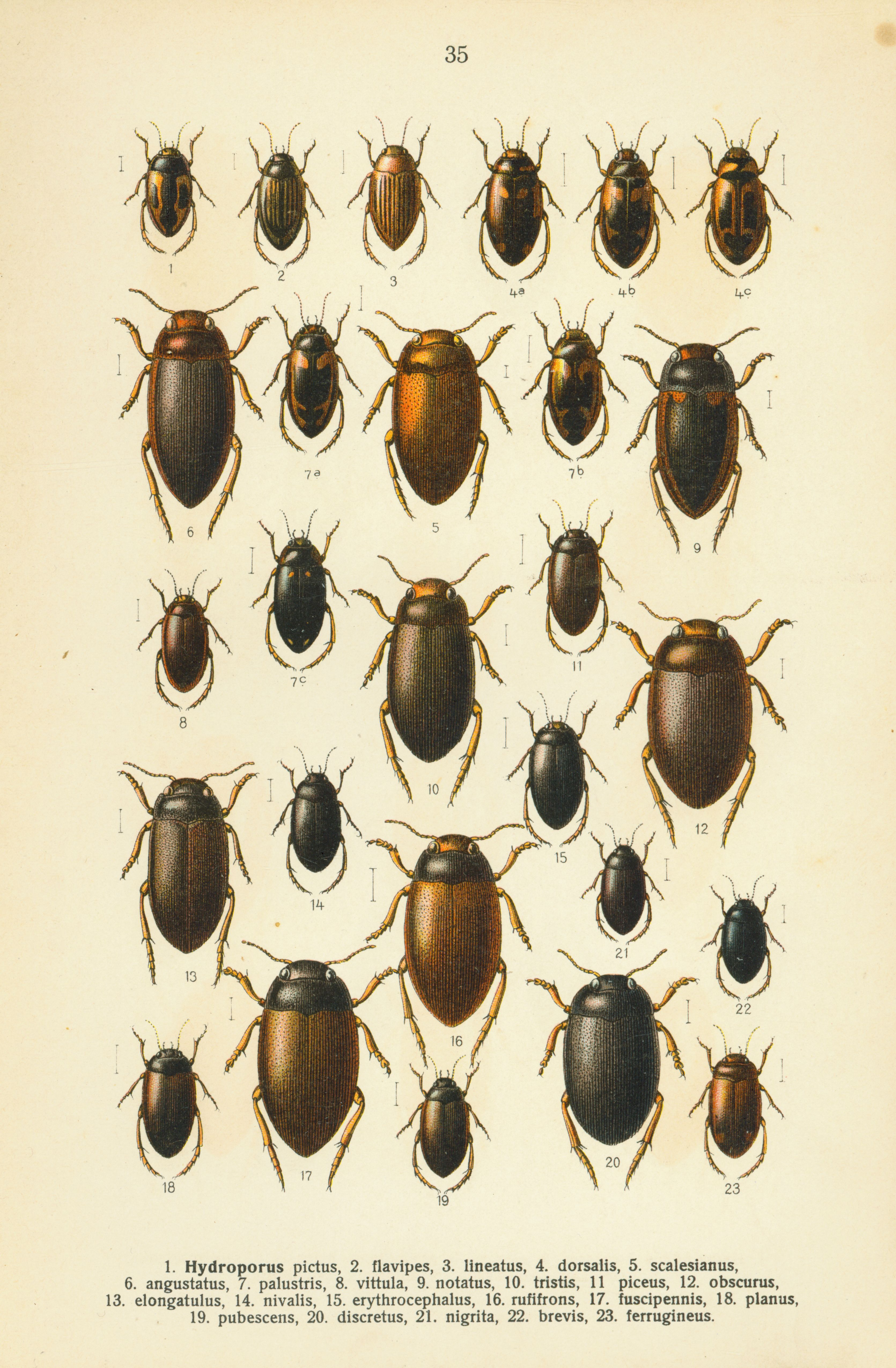